# Фааа (аеропорт)
Міжнародний аеропорт «Фааа» (IATA: PPT, ICAO: NTAA) — міжнародний аеропорт, який обслуговує столицю Французької Полінезії місто Папеете, комуна Фааа, Навітряних островів та увесь острів Таїті. Розташований у 5 км на південний захід від центру міста. Таїті розташоване у північно-західній частині Французької Полінезії і «Фааа» є її єдиним міжнародним аеропортом у заморських територіях Франції.
Через складний рельєф та аби не вирівнювати великі площі сільськогосподарських угідь, аеропорт був збудований на меліорованому кораловому рифі поблизу берега.
Велика ЗПС аеропорту у 3 420 м дозволяє приймати великі пасажирські та військові літаки.
В Аеропорту базується авіакомпанії Air Tahiti та Air Tahiti Nui.
Аеропорт офіційно відкритий у 1961 році. Перший літак приземлився у 1960.

## Опис
Міжнародний аеропорт «Фааа» є невеликим аеропортом. Авіакомпанія Air Tahiti пов'язує столичний аеропорт з іншими островами Французької Полінезії. Крім того виконує рейси у такі країни, як США чи Нову Зеландію. Аеропорт розташований на острові Таїті, який є складовою Навітряних островів у східній частині. На весь обрій Тихого океану розтягнувся острів Муреа з його головною горою Тохівеа. У складі аеропорту є вежа керування повітряним рухом висотою 21 м та одна ЗПС.

## Термінали

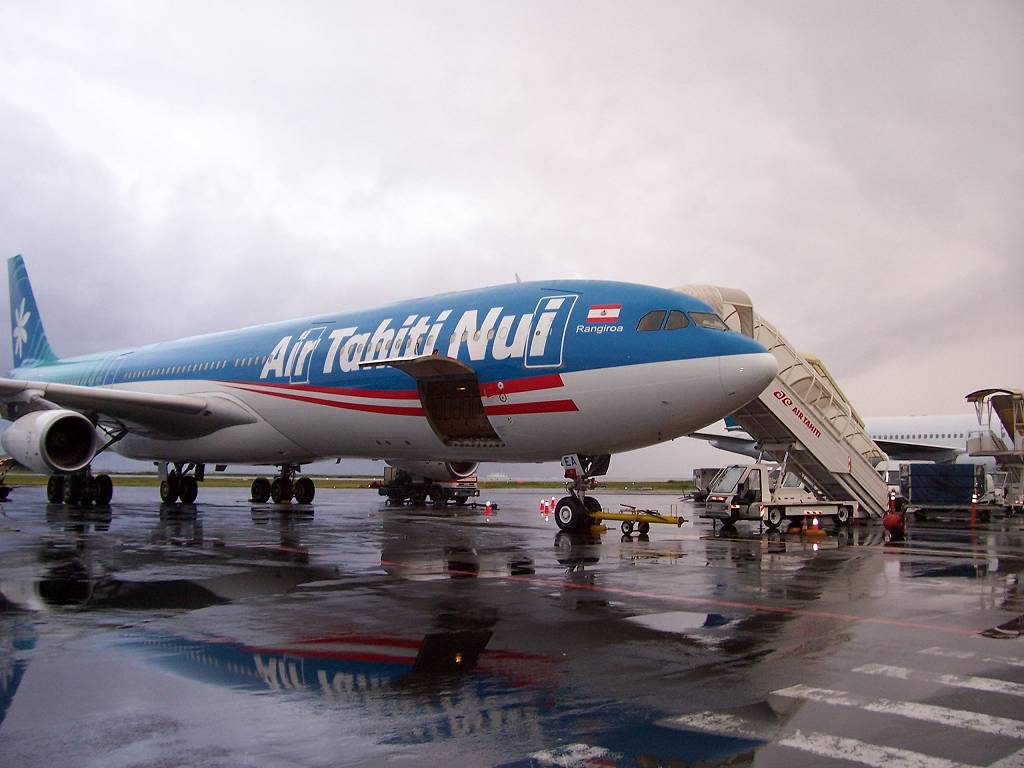
Airbus A340 авіакомпанії Air Tahiti Nui в Міжнародному аеропорту Фааа

В межах головної будівлі є п'ять терміналів. Найбільш завантажений є термінал № 2. У ньому є кав'ярня та різноманітні сувенірні крамнички. Існує область називається Lounge Mahina. В аеропорту є один з п'яти у всій Французькій Полінезії ресторан швидкого харчування Макдональдс. Підлога у будівлі вимощена коричневою плиткою. На території всього аеропорту для пасажирів є металеві стільці та дерев'яні лавки.

### Mahina Lounge
В аеропорту є невелика зона Дьюті-фрі, яка має назву «Mahina Lounge». У зоні є кав'ярня, ювелірна та сувенірна крамниця. Кав'ярня пропонує вина, французькі тістечка тощо. Ювелірна крамниця пропонує дорогоцінності таїтян (корінне населення острова) та трохи одягу. Сувенірна крамниця пропонує листівки, магніти, футболки та місцеві журнали.

### Кав'ярні
У терміналі № 2 є ресторан швидкого харчування Макдональдс. У терміналі № 4 є найбільша кав'ярня острова. Крім того є невелика кількість дрібніших кав'ярень.

## Наземний транспорт
Аеропорт має сполучення зі столицею Французької Полінезії м. Папеете. Маршрут автобусу пролягає від аеропорту до міста вздовж західного узбережжя Таїті Через парковку аеропорту проходить понад 3 000 пасажирів щомісяця.

## Показники діяльності

### Кількість пасажирів[2]
Див. джерело запитів Вікіданих та джерела.
| Рік  | Пасажиропотік Фааа | %         | Загальний пасажиропотік по країні | % | Частка Фааа |
| ---- | ------------------ | --------- | --------------------------------- | - | ----------- |
| 2000 | 1 548 327 пас.     |           |                                   |   |             |
| 2001 | 1 466 370 пас.     | - 5,29 %  |                                   |   |             |
| 2002 | 1 370 254 пас.     | - 6,56 %  |                                   |   |             |
| 2003 | 1 424 365 пас.     | + 3,95 %  |                                   |   |             |
| 2004 | 1 413 572 пас.     | - 0,76 %  |                                   |   |             |
| 2005 | 1 447 260 пас.     | - 2,38 %  |                                   |   |             |
| 2006 | 1 535 825 пас.     | + 6,12 %  |                                   |   |             |
| 2007 | 1 511 340 пас.     | - 1,59 %  |                                   |   |             |
| 2008 | 1 379 832 пас.     | - 8,70 %  |                                   |   |             |
| 2009 | 1 223 315 пас.     | - 11,34 % |                                   |   |             |
| 2010 | 1 183 273 пас.     | - 3,27 %  |                                   |   |             |
| 2011 | 1 169 819 пас.     | - 1,14 %  |                                   |   |             |

### Кількість злетів-посадок
| Рік  | Кількість рейсів у Фааа | %         |
| ---- | ----------------------- | --------- |
| 2000 | 66 211                  |           |
| 2001 | 58 779                  | - 11,23 % |
| 2002 | 83 815                  | + 42,59 % |
| 2003 | 62 321                  | - 25,65 % |
| 2004 | 56 770                  | - 8,91 %  |
| 2005 | 57 011                  | + 0,43 %  |
| 2006 | 57 850                  | + 1,47 %  |
| 2007 | 56 596                  | - 2,17 %  |
| 2008 | 51 128                  | - 9,66 %  |
| 2009 | 46 272                  | - 9,50 %  |
| 2010 | 37 808                  | - 18,29 % |
| 2011 | 29 159                  | - 22,88 % |

### Вантажообіг
| Рік  | Вантажообіг, тон | %         |
| ---- | ---------------- | --------- |
| 1997 | 8 515            |           |
| 1998 | 9 542            | + 12,06 % |
| 1999 | 10 111           | + 5,96 %  |
| 2000 | 11 526           | + 14,00 % |
| 2001 | 11 745           | + 1,90 %  |
| 2002 | 11 720           | - 0,21 %  |
| 2003 | 13 221           | + 12,81 % |
| 2004 | 13 373           | + 1,15 %  |
| 2005 | 16 285           | + 21,76 % |
| 2006 | 17 938           | + 10,15 % |
| 2007 | 17 267           | - 3,74 %  |
| 2008 | 15 945           | - 7,66 %  |
| 2009 | 11 712           | - 26,55 % |
| 2010 | 12 094           | + 3,26 %  |
| 2011 | 11 055           | - 8,59 %  |

## Авіакомпанії та напрямки
| Авіакомпанія      | Місто прибуття (аеропорт) |
| ----------------- | --- |
| Air France        | Лос-Анджелес, Париж |
| Air New Zealand   | Окленд |
| Air Tahiti        | Арутуа,Атуона, Ахе, Бора-Бора, Гамб'є, Каукура, Макемо, Маніхі, Матаіва, Маупіті, Муреа, Нуку Хіва, Раіатеа, Раівавае, Рангіроа, Раротонга, Ріматара, Руруту, Такапото, Такароа, Тікехау, Тубаї, Уа Пу, Уа Хука, Факарава, Хао, Хуахіне |
| Air Tahiti Nui    | Лос-Анджелес, Окленд, Париж, Токіо (Наріта) |
| Aircalin          | Нумеа (Ла-Тонтута) |
| Hawaiian Airlines | Гонолулу |
| LAN Airlines      | Ханга-Роа, Сантьяго |

## Інциденти
- 13 липня 1973 року літак Боїнг-707 авіакомпанії Pan American World Airways (рейс Pan Am Flight 816) впав у море одразу після злету. Загинули 78 чоловік з 79, які були на борту[4].
- 12 вересня 1993 року Боїнг-747-400 авіакомпанії Air France (рейс 72) при посадці не зміг зупинитися до кінця ЗПС і виїхавши за її межі, занурив ніс у воду. Загиблих не має[5].
- 24 грудня 2000 року McDonnell Douglas DC-10 авіакомпанії Hawaiian Airlines (рейс 481) під час сильного шторму не зміг точно приземлитися на ЗПС та виїхав за її межі. У пасажирів були невеликі травми, загиблих не було[6].